# Tháp Po Rome
Po Rome hay còn gọi là tháp Hậu Sanh là một ngôi tháp Chăm Pa hiện đang còn tồn tại tại làng Hậu Sanh, xã Phước Hữu, huyện Ninh Phước, tỉnh Ninh Thuận

## Hiện trạng
Tháp nằm trên một trong hai quả núi nhỏ cạnh nhau, hiện nay tháp vẫn được người Chăm thường xuyên làm lễ cầu khấn vào các ngày lễ, tết của mình. Tháp Po Rome là một tháp vuông ba tầng, cao khoảng 8m, cạnh đáy rộng gần 8m. Tháp mở cửa về hướng đông bằng một cấu trúc cổng dạng tiền sảnh, bên trong thân tháp có tượng vua Po Rome được thờ cúng cao khoảng 1,2m. Ngoài tượng vua, còn có một tượng bán thân nữ mà người Chăm gọi là tượng hoàng hậu Po Bia Sancan người Ê Đê cao khoảng 0,75m, còn bên ngoài tháp là tượng bà hoàng hậu Sucih.

## Kiến trúc
Trên mặt tường của thân tháp, trang trí kiến trúc chỉ còn lại hai cột ốp giả ở các góc tường và các cửa giả ở giữa các mặt tường. Cột ốp có ba phần, chân là một đế phẳng không có hình trang trí ốp, thân cột hình chữ nhật đứng, Tại góc các đỉnh cột ốp nhô ra các phiến đá trang trí hình ngọn lửa. Các cửa giả có ba thân để trơn, gồm trán ở cửa phía trên hình mũi giáo ba lớp và khung cửa gồm ba lớp cột ốp ở bên dưới. Trán cửa được khoét rỗng để đặt tượng người ngồi. Hai tầng trên lặp lại y hệt bố cục và hình dáng của phần thân, tầng thứ ba cũng giống như hai tầng dưới, nhưng không có ụ nhọn ở các góc.
Đỉnh nóc là một tảng đá lớn hình tháp cong bốn mặt được trang trí bằng những nét khắc vạch. Nội thất của tháp hẹp và kéo dài theo chiều đông-tây, ở khoảng giữa và gần vách tây là tượng vua Po Rome bằng đá, đặt dưới một cái tán bằng gỗ, nội thất được mở ra một đoạn hành lang nhỏ ở tiền sảnh có trần được lát bằng gỗ. Mặc dầu không trang nhã và tinh tế như các tháp cổ hơn, nhưng tháp Po Rome vẫn là một kiến trúc bằng gạch bề thế, hùng tráng của người Chăm.

## Lịch sử
Tháp Po Rome là một trong những tháp xây dựng muộn nhất của người Chăm, tháp được xây dựng vào thế kỷ 17 thuộc phong cách muộn, cũng như tháp Po Klong Garai, đây là ngôi tháp không phải thờ thần như phần lớn các tháp Chăm khác mà là thờ vị vua Po Rome, một trong những vị vua được người Chăm hóa thần.